# アダム・オンドラ
アダム・オンドラ（Adam Ondra、1993年2月5日 - ）は、チェコ出身のスポーツクライマー、フリークライマー。身長185cm、体重68kg。岩場のフリークライミング、人工壁のスポーツクライミングの両方で活躍する第一人者。6歳でクライミングを始める。Rock & Ice誌には2013年に神童である同世代を先導するクライマーであると描写された。オンドラはIFSCクライミング世界選手権に於いて同じ年(2014年)の2つの部門で優勝したただ一人の男子選手である。また同時にワールドカップシリーズで2つの部門(2009年、2015年、2019年にリードクライミング、2010年ボルダリング)で優勝したただ一人の男子選手でもある。東京オリンピックに対しては、当初3つの競技を行わないといけない複合に批判的であったものの、2019年から複合に参戦し、東京オリンピックを目指している。

## 主な成果

### ボルダリング
- Dreamtime: V14: (2008年、スイス・クレシアーノ): 初のワンデイアッセント[3]
- New Dreamtime: V14: (2009年)
- Gioia: V16: (2011年、イタリア・ヴァラッツェ) [4]
- Jade: V14: (2015年6月、コロラド・ロッキーマウンテン): フラッシュ[5]
- アサギマダラ: V15: (2016年3月、瑞牆）[6]

### リード
- Action Direct: 5.14d: (2008年、ドイツ・フランケンミュラー)[7]
- Open Air: 5.15a/9a: (2008年、スイス・シュレイヤーバッサーフォール)
  - アダムの再登によって世界初の9a+に認定[8]
- Change: 5.15c: (2012年、ノルウェー・フラタンゲルケイブ)
  - アダムが初登した世界初の5.15c。[9]
- Silence: 5.15d: (2017年、ノルウェー・フラタンゲルケイブ)
  - アダム初登の世界初の5.15d。2021年時点での世界最難ルート。[10]

## クライミング・ユーロピアン・ユースカップでのメダル数

### リード
| シーズン | カテゴリ | 金 | 銀 | 銅 | 合計 |
| -------- | -------- | -- | -- | -- | ---- |
| 2007     | Youth B  | 5  |    |    | 5    |
| 2008     | Youth B  | 5  |    |    | 5    |
| 合計     | 合計     | 10 | 0  | 0  | 10   |

## クライミング世界選手権でのメダル数

### リード
| シーズン  | 金 | 銀 | 銅 | 合計 |
| --------- | -- | -- | -- | ---- |
| 2009      | 4  |    |    | 4    |
| 2010      | 1  | 1  | 1  | 3    |
| 2011 2012 |    |    |    | 0    |
| 2013      | 1  | 1  |    | 2    |
| 2014      | 3  |    |    | 3    |
| 2015      | 2  | 2  |    | 4    |
| 2016      |    |    |    | 0    |
| 2017      |    | 1  |    | 1    |
| 2018      |    |    |    | 0    |
| 2019      | 3  |    |    | 3    |
| 2020      | 1  |    |    | 1    |
| 合計      | 15 | 5  | 1  | 21   |

### ボルダリング
| シーズン       | 金 | 銀 | 銅 | 合計 |
| -------------- | -- | -- | -- | ---- |
| 2009           |    |    | 1  | 1    |
| 2010           | 3  | 2  |    | 5    |
| 2011 2012 2013 |    |    |    | 0    |
| 2014           |    | 1  |    | 1    |
| 2015           |    |    | 2  | 2    |
| 2016 2017 2018 |    |    |    | 0    |
| 2019           | 1  | 2  |    | 3    |
| 2021           | 2  |    |    | 2    |
| 合計           | 6  | 5  | 3  | 14   |

## 参照
1. ↑  Bisharat, Andrew (2013年11月27日). “Perfect Play: What It Took to Climb La Dura Dura (5.15c) – The World's Hardest Route”. rockandice.com. 2020年3月14日閲覧。
2. ↑  https://number.bunshun.jp/articles/amp/839011?page=1
3. ↑  Jack Geldard (2008年3月). “Ondra - Dreamtime V14 - Aged 15 - With Video”. UK Climbing.  オリジナルの2015年5月13日時点におけるアーカイブ。 2016年8月28日閲覧。
4. ↑  “エリアス・ヤニェンマ 、Gioia V16を第5登”. CLIMBING-net. (2021年3月7日) 2021年3月18日閲覧。
5. ↑  “アダム・オンドラ、Jade(V14)をフラッシュ”. CLIMBING-net／山と溪谷社. (2015年6月26日).  オリジナルの2015年6月27日時点におけるアーカイブ。 2016年8月28日閲覧。
6. ↑  “チョン・ジョンウォン、アダム・オンドラ、安間佐千、瑞牆の“アサギマダラ（V15）”を同日に完登”. CLIMBING-net／山と溪谷社. (2016年3月24日).  オリジナルの2016年8月11日時点におけるアーカイブ。 2016年8月28日閲覧。
7. ↑  “Adam Ondra repeats Action Directe, Frankenjura”. Planetmountain. (2008年5月23日).  オリジナルの2016年8月28日時点におけるアーカイブ。 2016年8月28日閲覧。
8. ↑  Kevin Avery (2008年11月). “Adam Ondra - Open Air - His Hardest Yet”. UK Climbing.  オリジナルの2009年6月16日時点におけるアーカイブ。 2016年8月28日閲覧。
9. ↑  “ステファノ・ギソルフィ、Change 9b+/5.15c を第2登”. CLIMBING-net. (2020年9月30日) 2021年3月18日閲覧。
10. ↑  “【動画】アダム・オンドラによる世界最難ルート・Silence(5.15d)完登動画”. CLIMBING-net. (2018年3月23日) 2021年3月18日閲覧。
11. 1 2 3   IFSC: “Ondra's profile and rankings” (2019年8月20日). 2019年8月20日閲覧。